# Velocidad equivalente del aire

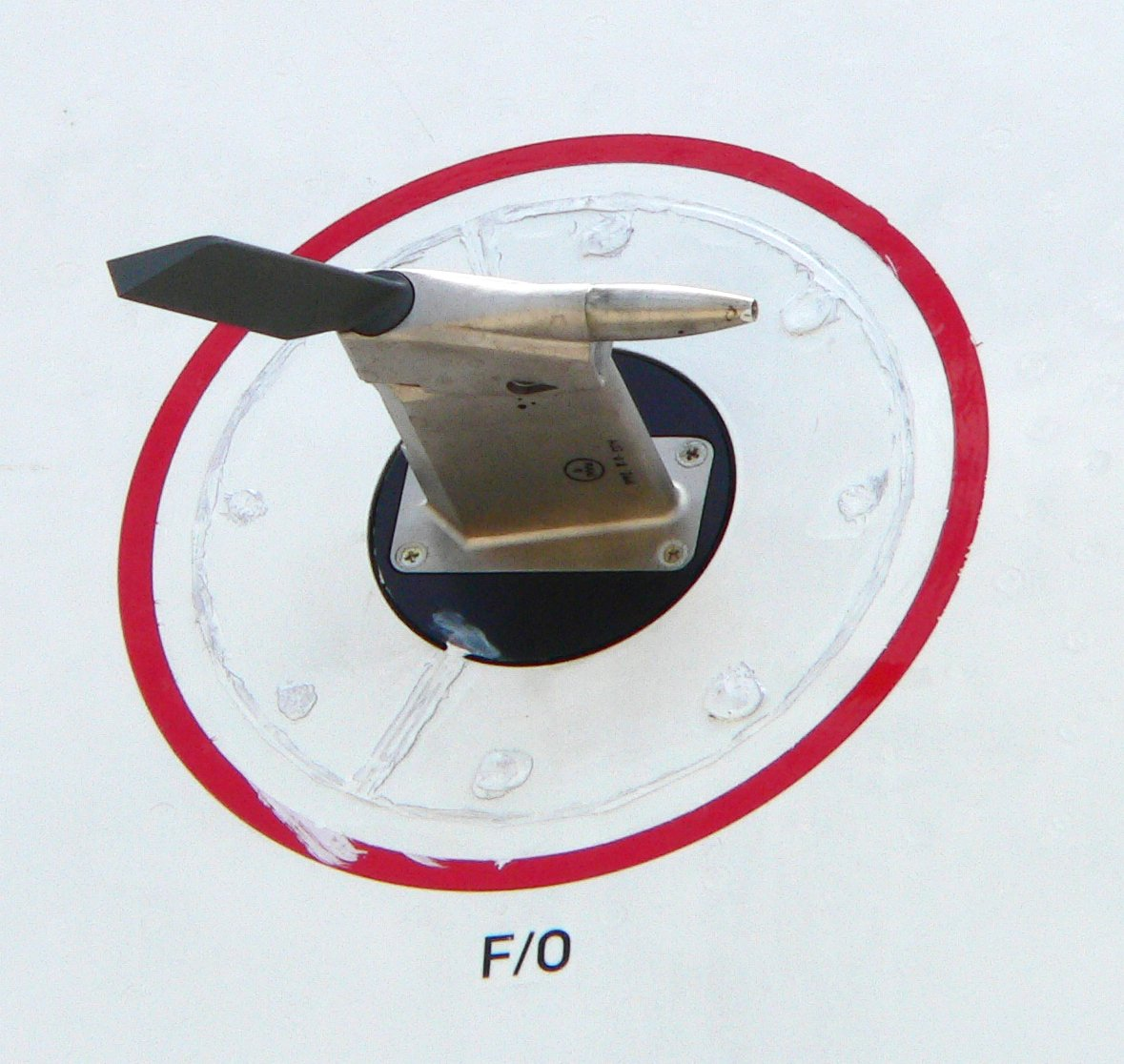
Tubo de pitot utilizado en aeronaves para mediciones de velocidad

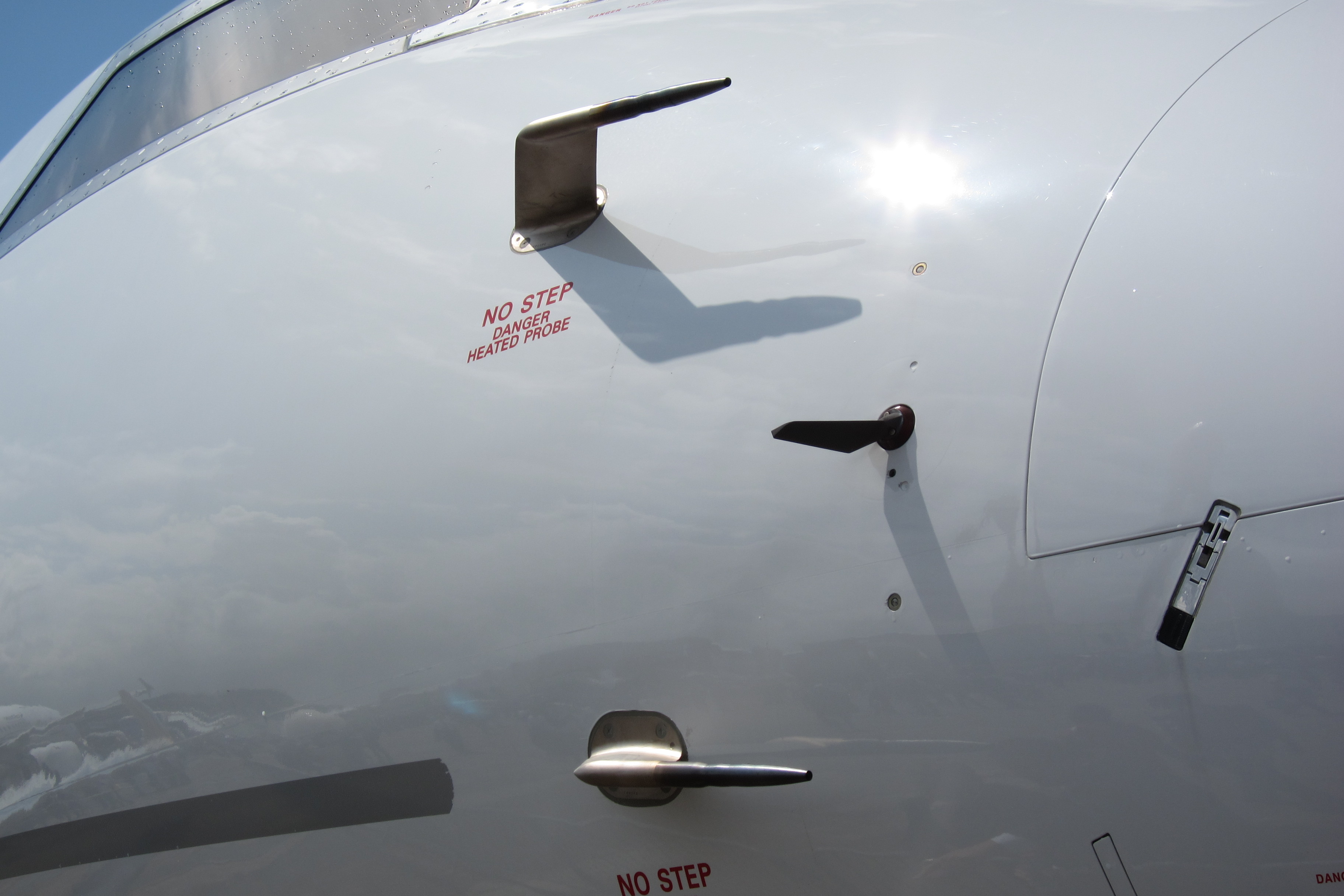
dos tubos de pitot instalados en un avión Bombardier Global 6000

La  velocidad equivalente del aire  o  EAS (equivalent airspeed, por sus siglas en inglés) es un cálculo utilizado principalmente en la navegación aérea el cual otorga información relevante sobre las condiciones de vuelo.
Es la velocidad de alguna aeronave a nivel del mar que produce la misma presión dinámica incompresible que la velocidad verdadera en la altitud en que la aeronave se desplaza. También se le define por la corrección de la velocidad calibrada (Calibrated Air Speed en inglés|CAS) por error de compresibilidad adiabática a la altitud correspondiente del vuelo.
se le expresa con la siguiente ecuación:
{\displaystyle \mathrm {EAS} =\mathrm {TAS} \times {\sqrt {\frac {\rho }{\rho _{0}}}}}
donde:
{\displaystyle {\rm {EAS}}} : velocidad equivalente del aire
{\displaystyle {\rm {TAS}}} : velocidad verdadera
{\displaystyle \rho \,} : es la densidad actual del aire
{\displaystyle \rho _{0}\,} : es la densidad a nivel del mar (1.225 kg/m³)

La velocidad equivalente del aire es una función de la presión dinámica:
{\displaystyle \mathrm {EAS} ={\sqrt {\frac {2q}{\rho _{0}}}}}
donde:
{\displaystyle {q}\,}: es presión dinámica. {\displaystyle q={\tfrac {1}{2}}\,\rho \,v^{2},},
(esta ecuación requiere un sistema coherente de medición)

también se le puede obtener a partir del número Mach de la aeronave y la presión estática:
{\displaystyle \mathrm {EAS} ={a_{0}}M{\sqrt {P \over P_{0}}}}
donde:
{\displaystyle {a_{0}}\,} : es la velocidad del sonido a 15 °C
{\displaystyle M\,} : es el número mach
{\displaystyle P\,} : es la presión estática
{\displaystyle P_{0}\,} : es la presión estándar a nivel del mar (1013.25 hPa)

A la presión del nivel del mar normal, la velocidad calibrada o indicada CAS y velocidad equivalente son iguales. Es casi despreciable la diferencia hasta alrededor de 200 nudos CAS y 3000 metros, no obstante a velocidades elevadas y altitudes superiores debe ser corregido el error de compresibilidad para determinar de manera precisa la velocidad equivalente. 

## Medición
Las indicaciones y mediciones de la velocidad del aire en una aeronave se realizan a través de un  indicador de velocidad conectado a un sistema de pitot estático. Este elemento, compuesto por sondas, entrega información de la velocidad de desplazamiento de la aeronave con relación a la masa de aire circundante, lo que permite determinar la velocidad aérea calibrada (CAS), la que corrigiendo ciertos  valores nos entrega la velocidad equivalente.